# 張希斌
張希斌（ちょう きひん、1909年-1990年5月30日）は、洗礼名をマタイといいイエズス会士で中国カトリック教会の司祭である。

## 生涯
1909年に中国の上海で生まれた。1922年に徐匯中学で学ぶ。1925年に上海教区の小修道院に入った。1928年に震旦大学に入って学究を深め、神学院を卒業した後は震旦大学附屬揚州震旦中学校の校長を務め、1940年に常熟鹿苑有原中学校長を務めた（1942年に蘇州に移る）。1949年に上海主母会文学院院長に任じられ、上海大通路小德肋撒堂の司祭に任じられた。1955年9月8日の夜、張希斌神父と龔品梅司教及び30名の神父、そして数百名の信徒が同時に逮捕された。1960年3月17日に懲役20年の判決を受け、上海市第一看守所と提籃橋監獄に収容された。1978年の後半に釈放されたが、1981年11月に再び逮捕され、上海第一看守所に閉じ込められた。後に病気により上海教区の收容所に軟禁された。